# Wynk Music
Wynk Music — индийский стриминговый сервис и цифровой дистрибьютор. Запущен в сентябре 2014 года компанией Airtel Digital Limited, цифровым крылом Bharti Airtel Limited. Был доступен в Индии, Шри-Ланке и 15 африканских странах. Имел программу, помогающую независимым артистам запускать свою музыку, которая предоставляла наставничество, поддержку в распространении и возможность зарабатывать с прослушиваний. Работал на платформах Android, iOS, watchOS, Alexa, Google Home и Windows.
В конце августа 2024 года Bharti Airtel решила заключить партнерство с Apple, чтобы предложить Apple Music в качестве замены текущей подписки Premium, поэтому они решили закрыть Wynk Music, пока все сотрудники не перешли в их телекоммуникационное подразделение. В декабре 2024 года сервис был закрыт.

## История
Сервис Wynk Music был запущен в 2014 году компанией Bharti Airtel. Изначально сервис был доступен только абонентам Airtel, но в 2017 году он стал доступен всем желающим.
Wynk Music быстро стал одним из самых популярных сервисов для потокового воспроизведения музыки в Индии. Этому послужили большая музыкальная библиотека, отсутствие рекламы, доступные цены и поддержка со стороны Airtel.

## Продукт и услуги
Wynk Music предлагал широкий спектр функций и услуг: лицензия, большая музыкальная библиотека, прослушивание без рекламы, автономное прослушивание для премиум-подписчиков, возможность создавать и делиться плейлистами и возможность слушать музыку на любых устройствах.
Премиум-сервис Wynk Music поставлялся в комплекте со многими услугами Airtel по всему миру и другими веб-стриминговыми плеерами на основе подписки в Индии.
Месячная подписка на Wynk Music стоила 130 индийских рупий, годовая — 800.

## Партнёрство
Партнёрство с Dolby Laboratories предлагало пользователям технологию Dolby Atmos.